# 샤비 알론소
샤비에르 알론소 올라노(바스크어: Xabier Alonso Olano, 바스크어 발음: [ˈʃaβi aˈlons̺o oˈlano], 스페인어 발음: [ˈ(t)ʃaβj aˈlonso oˈlano]; 1981년 11월 25일 ~ )는 스페인의 축구 선수 출신 축구 감독으로 현재 스페인 라리가 레알 마드리드의 감독이다. 선수 시절 포지션은 수비형 미드필더였다.
알론소는 그의 고향 기푸스코아도의 중심 구단인 레알 소시에다드에서 데뷔했다. 에이바르로 짧은 기간 동안 임대를 다녀온 후, 그는 당시 존 토샥이 지도한 레알 소시에다드로 복귀해 주장을 맡았었다. 알론소는 주장으로 훌륭한 활약을 펼쳐 레알 소시에다드를 2002-03 시즌 준우승으로 이끌었다. 2004년 8월, 그는 리버풀로 £10.5M에 이적했다. 그는 이적 후 첫 시즌에 라파엘 베니테스 감독의 지도 하에 UEFA 챔피언스리그 우승을 거두었고, 그는 밀란과의 결승전에서 동점골을 넣기도 했다. 그 다음 시즌, 그는 FA컵과 FA 커뮤니티 실드 우승을 거두었다. 그는 2009-10 시즌을 앞두고 레알 마드리드에 £30M의 이적료에 입단했다. 구단에서 5년을 보낸 그는 2012년에 리그 우승을 거두었고, 2014년에는 UEFA 챔피언스리그 우승도 거두었으며, 이후 독일 분데스리가의 바이에른 뮌헨과 2년 계약을 맺고 합류했다.
그는 4-0으로 이긴 에콰도르와의 2003년 4월 경기에서 스페인 국가대표 첫 경기를 치렀다. 스페인 국가대표로 활약하면서, 알론소는 UEFA 유로 2008, UEFA 유로 2012, 그리고 2010년 FIFA 월드컵 우승을 거두었고, UEFA 유로 2004, 2006년 FIFA 월드컵, 그리고 2014년 FIFA 월드컵에서도 자국을 대표로 참가했다. 2012년 6월 23일, 알론소는 프랑스와의 UEFA 유로 2012 8강전 경기에서 스페인 국가대표로 100번째 경기를 치렀다. 그는 스페인의 두 골을 모두 넣어 조국을 준결승전에 올려놓으며 자축했다. 스페인이 2014년 FIFA 월드컵에서 조별 리그 끝에 탈락하자, 알론소는 2014년 8월 27일에 국가대표팀 은퇴를 선언했다. 그는 114번의 국제 경기에 출전해, 스페인 역사상 5번째로 많은 출장 기록을 지닌 선수이다.

## 유년 시절
알론소는 바스크 지방 기푸스코아도의 작은 촌동네인 톨로사의 명성 높은 축구 가문 출신이다. 그의 부친 페리코 알론소는 레알 소시에다드에서 라리가를 2년 연속 우승할 당시의 주역으로, 바르셀로나에서 또 한 차례 리그 우승을 더 거두었다. 그는 국가대표팀 경기에 출전해, 현역 시절에 21번의 국제 경기에 참가했다. 샤비 알론소는 유년 시절 6년을 바르셀로나에서 보내다가 산세바스티안-도노스티아에 정착했다. 알론소는 그 곳에서 축구에 대한 열정을 키워 나가기 시작했는데, 그는 유년 시절에 조개 해변 (Playa de la Concha)에서 축구를 했다. 바스크의 모래 사장에서 알론소는 카예 마티아에 거주하던 미켈 아르테타와 가까이 지냈고, 둘은 기술적 능력을 놓고 승부를 벌이곤 했다. 그는 축구에 심취해 그의 부친은 그와 그의 형 미켈을 사바델의 훈련장으로 데려가 훈련장에서 같이 연습시켰다. 알론소는 부친의 경기 방식으로부터 영향을 받아 공을 직접 쏘기 보다는 공을 넘기는 쪽을 선호하게 되었다. 처음에 그는 수비형 미드필더로 뛰기로 결정했는데, 이는 그가 어떻게 공을 잘 배급할 수 있는지 생각할 수 있게 했다. 이 재능은 훗날 그가 구단과 국가대표팀 경기에서 활약하는데 큰 영향을 주었다.
알론소는 15세 때 아일랜드의 미스 주의 켈스로 영어를 배우러 교환학생으로 건너갔었다. 교환 학생으로 켈스에 가서도 청소년 축구단에 들어 체어시빈의 키팅 파크에서 열린 전 아일랜드 청소년 구단 우승을 거두기도 했다.
알론소와 아르테타는 성장하며 레알 소시에다드에서 같이 활약할 야망과 꿈을 품었다. 둘은 다른 학교를 다녔지만, 두 젊은이들은 안티구오코의 유소년 아카데미에서 만나 주말마다 경기를 치렀다. 둘의 활약은 상위 스페인 구단 스카우터들의 관심을 끌었고, 젊은 도노스티아인 (Donostiarras) 들은 서로 다른 길을 걸어, 9년간 친구와 경쟁 관계로서의 관계를 정리했는데, 알론소는 레알 소시에다드에 입단했고, 아르테타는 카탈루냐의 거함 바르셀로나에 합류했다. 그러나, 알론소는 혼자 레알 소시에다드에 입단한 것이 아니였는데, 그의 형이자 수준급 실력을 지닌 미켈과 함께 입단했다.
알론소는 레알 소시에다드의 유소년 아카데미와 2군을 거쳐 충분한 인상을 보인 그는 18세의 나이로 1군 첫 경기를 치렀다. 1999년 12월, 그는 로그로녜스와의 코파 델 레이 경기에서 첫 1군 경기를 치렀다. 알론소는 시즌 말까지 또 출전할 기회를 못했지만, 이듬해에는 더 많은 기회를 잡을 수 있었다. 하비에르 클레멘테 감독은 2000-01 시즌을 앞두고 알론소를 세군다 디비시온의 에이바르로 보내 경험을 얻게 했다. 알론소의 부친은 소규모 구단으로의 이적이 그가 선수로서 발전할 기회를 특히 많이 주었다고 생각했다. 그러나, 페리코 알론소가 2달 지휘봉을 잡는 것을 포함하여 감독진이 수시로 바뀌면서, 레알 소시에다드는 큰 혼란에 빠졌다. 2001년 1월, 레알 소시에다드는 리그 최하위에 가라앉었고, 존 토샥 신임 감독은 유망한 알론소를 구단의 반전을 위해 복귀시켰다. 웨일스인 감독은 대게 좀 더 경험이 많은 선수들에게 주는 주장 완장을 20세의 알론소에게 주는 파격적인 행보를 보였다. 시즌 말, 소시에다드는 강등권을 벗어나 리그를 14위로 마쳤다. 토샥은 유소년 아카데미 출신의 알론소가 선수단에 끼친 인상이 특출했다며 칭찬했다.

## 클럽 경력

### 레알 소시에다드
존 토샥 감독의 지도 하에 알론소가 이끄는 레알 소시에다드는 재도약에 성공했다. 토샥은 알론소의 잠재성을 되짚어 이 젊은 주장에 많은 시간을 투자했는데, 그와 개인적으로 공을 다루고 제어하는 능력을 올리는 훈련을 했다. 구단은 2001-02 시즌에 중위권 입지를 굳히며 13위의 성적을 거두었다. 알론소는 라 리가 경기에 꾸준히 출전해 이 시즌 동안 30번의 리그 경기에 출전했으며, 첫 리그 골을 기록했고, 시즌 말에는 도합해서 총 3골을 집어넣었다. 레알 소시에다드의 감독은 2002년 여름에 또 바뀌었는데, 레날 드누에 신임 감독은 이전부터 인상적인 활약을 펼친 알론소를 주전으로 계속 중용했다.
2002-03 시즌에 구단은 우승을 거두었던 1981-82 시즌 이래 역대 최고의 성적을 거두었다. 바스크 연고의 구단은 레알 마드리드에 이어 승점 2점차로 준우승을 거두었고, 구단의 역대 최다 승점 기록을 세웠으며, 사상 첫 UEFA 챔피언스리그 본선행을 이룩했다. 알론소는 구단의 성공에 대해 많은 찬사를 받았는데, 스페인의 스포츠 지 《돈 발론》이 주관하는 최우수 스페인 선수 상도 받았다. 더 나아가서, 알론소의 선수단 공헌도와 득점 횟수가 크게 증가했는데, 그는 모든 대회를 통틀어 12골을 기록했다. 그의 활약상은 국가적으로 알려져 당시 스페인 국가대표팀 감독인 이냐키 사에스가 알게 되었고, 그를 국대 (La Selección) 에 불러들였다. 알론소는 2003년 4월, 4-0으로 이긴 에콰도르와의 친선경기에서 국제경기에 처음으로 나섰다. 사에스는 알론소가 "그는 정확한 패스를 다양하게 보내며 특출나도록 명확하게 축구를 바라본다"라고 칭찬했다.
알론소와 그의 산세바스티안 연고 구단은 2003-04 시즌에 평가가 갈리는 활약을 펼쳤다. 알론소는 유럽 무대에서의 활약을 즐겼는데, 그는 구단이 참가한 모든 경기에 출전했고, 레알 소시에다드는 UEFA 챔피언스리그의 결선 토너먼트에 올라갔다. 선수단은 더 많은 경기를 펼치며 압박을 느끼기 시작했고, 리옹에개 패해 대회가 끝났고, 라 리가에서는 15위에 그쳤다. 알론소의 훌륭한 활약과 소속 구단의 리그 성적 부진이 공존해 괴리가 발생했고, 그가 아노에타를 떠나는 것이 불가피했다. 라 리가를 우승한 레알 마드리드는 그의 영입에 관심을 가졌지만, 알론소는 레알 소시에다드에 남기로 결심했다. 레알 마드리드는 호세 루이스 아스티아사란 레알 소시에다드 회장이 요구한 £13M을 지불하지 못해 알론소 이적 협상이 교착 상태에 빠졌다. 알론소는 다른 관심사를 가지고 있었고, UEFA 유로 2004에서 국가대표팀에서 활약하는 데에만 신경썼다. 비록 알론소는 대회에 짧게 참가하는데 그쳤지만, 그는 은퇴한 축구인이자 정확한 패스 능력으로 이름을 알린 얀 묄뷔의 관심을 받았다.
여름 이적 시장에서 레알 소시에다드는 알론소의 유년기 친구였던 미켈 아르테타를 영입했다. 아르테타는 알론소와 중원에서 협력하게 된 것에 대해 황홀한 마음을 가졌지만, 그의 기쁨은 얼마 가지 못했다. 알론소는 레알 소시에다드의 시즌 전 친선경기에 참가하지 못했고, 리버풀로의 이적 제의가 진지하게 고려되기 시작했다. 바스크 구단 측은 2004년 8월 20일, 리버풀과 £10.7M에 이적 합의를 보아 알론소가 머지사이드 연고 구단에 합류하게 되었다고 발표했다. 알론소는 레알 마드리드 이적이 성사되지 않은 것에 한탄하지 않았다. 대신, 그는 전 발렌시아 감독인 라파엘 베니테스 감독의 지도 하에 합류한 스페인 국적의 동료와 협력하는데 집중했다.

### 리버풀

#### 2004–05 시즌
알론소는 바르셀로나의 루이스 가르시아와 동시에 리버풀에 입단해, 안필드의 새 시대 시작을 알렸다. 라파엘 베니테스 리버풀 신임 감독은 구단의 혁명을 일으키기 위해 선수단을 정비했고, 자신의 지도 방식을 선수단에 주입하기 시작했다. 이 기술적인 스페인인들은 베니테스가 처음으로 영입한 선수들이었고, 그들의 힘이 아닌 기술의 강조는 선수단의 경기 전개 방식을 다르게 했다. 알론소는 2004년 8월 29일, 볼턴 원더러스와의 리복 경기장 원정 경기에서 머지사이드 연고 구단 소속으로 첫 프리미어리그 경기를 치렀다. 리버풀은 경기를 0-1로 졌지만, 알론소는 이미 패스 능력으로 언론의 찬사를 받기 시작했다. 풀럼과의 프리미어리그 경기에서는 알론소의 능력이 더 뚜렷하게 드러났다. 리버풀은 전반전 후 0-2로 밀려갔고, 베니테스는 알론소를 교체로 후반 시작과 함께 투입했다. 그는 침체된 리버풀을 기사회생시켜 경기를 4-2로 끝냈다. 또한, 알론소는 경기를 역전시키는 프리킥으로 첫 골을 기록하기도 했다.

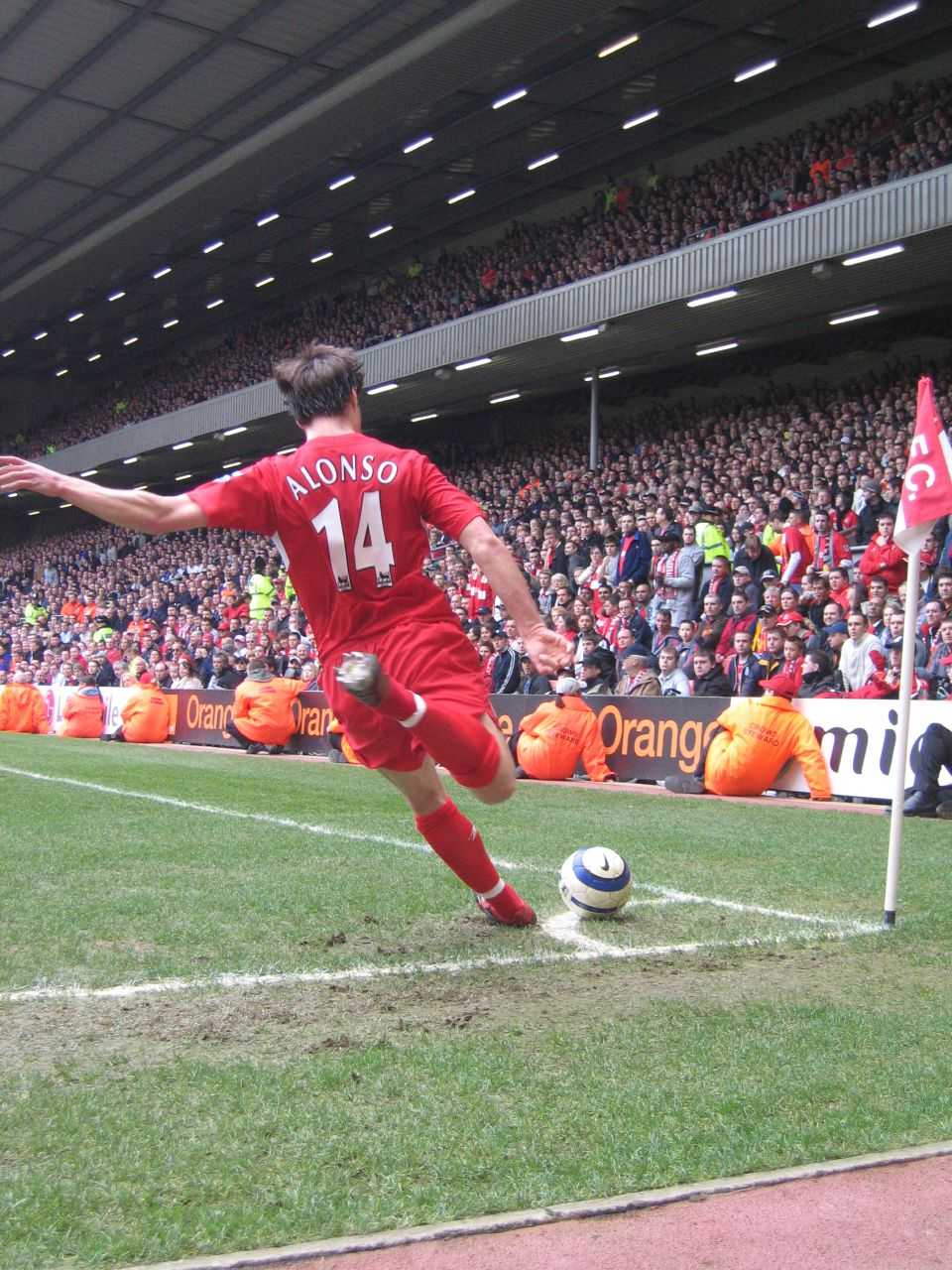
2006년 3월, 리버풀의 코너킥을 차는 알론소

알론소는 리버풀의 중요한 골들을 계속해서 더 기록했는데, 아스널과의 경기에서 첫 안필드 경기 골을 기록해 2-1 승리에 공헌했다. 알론소는 자신이 세운 업적에 만족감을 드러냈고, 자신이 잉글랜드에 잘 적응한다고 생각했다. 아스널전은 스티븐 제라드의 부상 복귀로도 관심을 끌었지만, 알론소가 중원에서 주장과의 협력은 알론소가 리버풀에서 처음으로 참변을 겪으면서 차질이 빚어졌다. 2005년 신정 안방 경기에서 첼시에게 0-1로 패할 당시 알론소는 프랭크 램퍼드의 태클에 발목 골절 부상을 당했고, 그는 3달 간 활약하지 못했다.
그는 유벤투스와의 UEFA 챔피언스리그 8강 2차전에서 1군 경기에 복귀했다. 알론소는 몸상태가 완전히 회복되지 않았지만, 스티븐 제라드가 부상으로 빠지면서, 그는 90분 내내 출전해 이탈리아 원정 경기를 0-0으로 끝냈고, 리버풀은 나중에 이탈리아 정상을 차지한 유벤투스를 합계로 밀고 올라갔다. 《가디언지》의 케빈 매캐러는 "이 놀랍게도 완전한 축구 선수는 기술력이 신체적 불리한 조건도 뛰어넘을 수 있다고 델레 알피에서 시험되었다."라 하며 알론소의 기술과 경기 임전 태도에 찬사를 보냈다. 첼시와의 다음 준결승전 경기에서, 알론소는 경고를 받았는데, 스탬퍼드 브리지에서의 경기는 팽팽하고도 산만하게 진행된 끝에 0-0 무승부로 끝났고, 그는 2차전에 참가하지 못하게 되었다. 알론소는 흥분하고 경기를 나설 수 없다는 데에 주심에게 격렬히 항의했지만 번복되지 않았다. 제라드는 2차전에 부상에서 복귀했고, 주장은 그를 대신해 루이스 가르시아의 골로 도움을 받아 1-0으로 이겨 밀란과 결승전에서 맞붙게 되었다.
리버풀은 프리미어리그에서 5위를 차지하며 기대에 미치지 못했지만 알론소의 영광은 UEFA 챔피언스리그 결승전에서 다른 형태로 놓여 있었다. 리버풀은 밀란에게 3골을 헌납하며 끌려갔지만, 후반에 극적인 반격을 종결지었다. 리버풀이 2-3으로 끌려가는 와중에 페널티킥을 획득했고, 알론소가 주자로 나섰다. 밀란의 브라질인 수문장 지다가 뛰어들어 공을 막았지만, 알론소는 튀어나온 공을 다시 차서 위쪽 골망을 흔들어 승부를 3-3 원점으로 돌려놓았다. 연장전에서 양쪽 모두 득점을 올리지 못했고, 리버풀은 승부차기 끝에 3-2로 이겼다. 알론소는 선수단이 대역전극을 펼치는 데 큰 영향을 준 것으로 찬사를 받았고, 베니테스 감독은 그의 선수단 내에서의 중요성을 강조했다. 알론소는 우승 후 "이 순간이 프로 무대에 있어서 최고의 순간입니다"라며 기쁜 감정을 감추지 않았다.

#### 2005–06 시즌

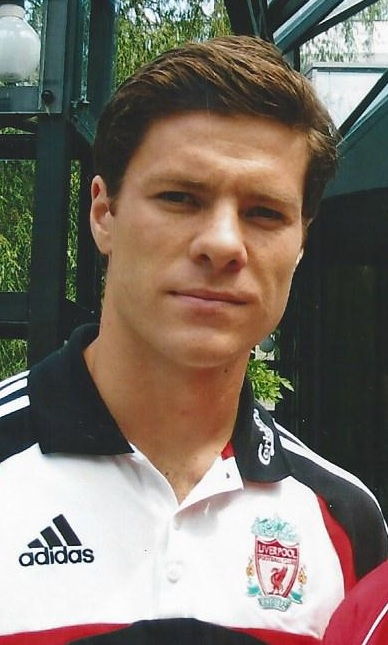
2007년에 촬영된 알론소.

알론소는 2005-06 시즌 동안 1군 경기에 꾸준히 출전했고, 이적 첫 시즌에 중상으로 오랜 기간 빠졌던 것과는 대조적이었다. 여름 이적 시장을 통해 피터 크라우치가 리버풀에 입단했고, 공격수의 신장은 리버풀의 전술이 롱볼 형식으로 바뀔 것이라는 의혹이 있었다. 크라우치는 이를 부인했고, 알론소의 패스 능력과, 제라드를 언급하며, 리버풀은 독자적인 방식으로 경기를 풀어갈 것이라 덧붙였다. 알론소는 모하메드 시소코가 새로 영입되면서 주전을 놓고 경쟁할 것으로 예상되었다. 그러나, 스티븐 제라드의 부상과 라파엘 베니테스의 4-5-1 배치 형태 선호로 알론소의 선수단 내 입지는 확고해졌다. 알론소는 UEFA 챔피언스리그의 전 경기에 출전했지만, 전 시즌의 압도적인 모습은 온데간데 없이 벤피카와의 16강전에서 패했다.
2006년 1월 7일, 알론소는 루턴 타운과의 FA컵 3라운드 경기에서 도움을 기록해 후반에서 1-3으로 밀리다가 5-3 역전승을 거두는데 일조했다. 알론소는 장거리에서 인상적인 두 골을 기록했다: 하나는 36m 지점에서, 다른 하나는 59m 지점에서 기록되었는데, 후자는 중앙선 뒤에서 기록했다. 결국, 알론소가 기록한 리버풀의 행운의 골을 예측하고 £200을 알론소가 중앙선 뒤에서 득점을 기록할 것이라 예측한 모 리버풀 팬은 £25,000를 획득하기도 했다. 알론소는 3-1로 이긴 포츠머스 원정에서 발목 부상을 당해, FA컵 결승전 출전에 차질을 빚게 되었다. 그러나, 그는 웨스트 햄 유나이티드와의 경기에 선발로 출전해도 될 정도로 충분히 회복했고, 제라드는 알론소의 프리킥을 받아 리버풀의 3번째 골을 기록해 상대를 앞서게 되었다. 알론소는 여전히 부상의 영향으로 90분을 소화하기에는 역부족이었고, 그는 후반전에 교체로 나갔다. 리버풀은 승부차기에서 그의 도움 없이 이겼지만, 알론소는 첫 FA컵 우승을 차지하는데 성공했다.

#### 2006–2009

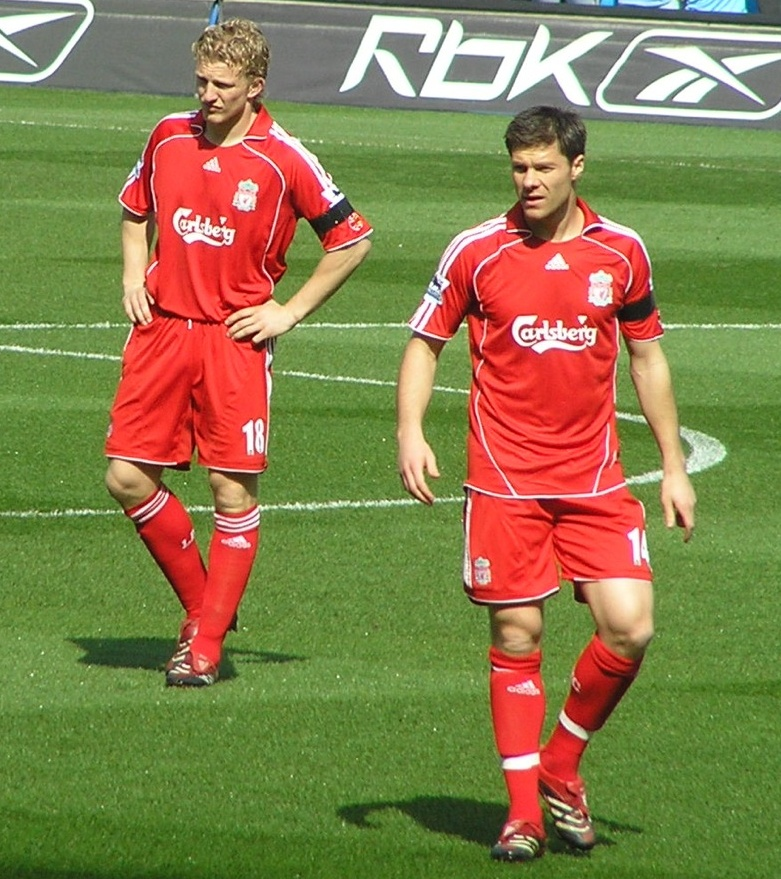
2007년 4월, 리버풀 경기에 출전한 알론소와 디르크 카위트

2006년 9월 20일, 알론소는 2-0으로 이긴 뉴캐슬 유나이티드전에서 BBC가 "터무니없는 골"이라 묘사한 골을 기록했다. 인디펜던트지의 앤디 헌터는 "안필드의 유구한 115년의 역사 이래 가장 대담한 골들 중 하나"라고 묘사했다. 알론소는 자신이 기록한 63미터 골이 운에 의한 것이었으며, 장거리에서 공을 쏜 것은 늘 하는 훈련의 일부였다고 반박했다. 다른 중앙선 뒤에서 기록한 골들과 비슷했지만, 알론소는 어느 골이 최고였는지 딱 집어 말했다. 그는 "이것이 더 나은 골이었습니다. 루턴전 골은 몇 차례 공이 튀어올랐지만, 이번 것은 바로 들어갔습니다. 루턴전 골은 왼발로 기록했는데, 꽤 다르게 들어갔지만, 저는 그 골을 넣어 기쁩니다"라고 감정을 표했다. 이 골은 그가 루턴 전 이래 리버풀에서 기록한 첫 골로, 현대 축구 역사상 중앙선 뒤에서 두 골 연속 기록한 유일한 일반 선수가 되는 진귀한 기록을 세웠다.
2007년 6월 8일, 알론소는 5년 재계약을 맺으며 "다른 구단이 저에게 관심을 가졌다는 것은 알지만, 저는 여기 남기로 항상 생각했습니다. 저는 여기에 3시즌 활동했고, 저는 구단과 지지자들에 특별한 감정을 갖고 있습니다. 저는 리버풀이 많은 이들에게 어떤 의미를 가졌는지 이해합니다. 제가 그냥 떠나고 싶지 않은 특별한 구단이지요"라고 의견을 건냈다. 스페인인은 2007-08 시즌을 훌륭하게 시작했다: 제라드의 부재로 알론소는 더 전방으로 배치되었고, 프리미어리그 새내기 더비 카운티와의 경기에서는 2골을 기록해 6-0 대승에 일조했다. 그러나 좋은 시작은 길게 이어나가지 못했는데, 포츠머스전에서 당한 경미한 부상이 훈련 도중 악화되었다. 중족골 부상은 그가 6주 간 훈련을 못하게 만들었지만, 1군 복귀가 재촉되는 와중에 복귀전에서 부상이 재발했다. 알론소의 결심과 열정은 그의 몰락을 가져왔는데, 그는 "복귀 후 첫 경기였지만 빠르게 전개되어 저는 당시 좀 피곤하다는 생각이 들었습니다. 하지만 선수로서, 특히 경기에서 이길 때 포기하고 싶지 않았고 계속 띠었습니다"라고 회고했다.
알론소는 2007년 12월에 부상에서 복귀했고, 이어지는 한 달 간, 그는 하비에르 마스체라노와 루카스와 중원 자리를 놓고 더 치열한 경쟁을 벌였다. 그는 리버풀의 중원 5인 중 한 명으로서의 입지가 확실했는데, 라파엘 베니테스 감독은 그를 "최상위 선수"로 고려했고, 알론소가 경기의 흐름을 바꿀 수 있으며, 상대 수비를 무너뜨릴 수 있다고 덧붙였다. 2008년 1월 12일, 알론소는 미들스브러와의 경기에서 자신의 100번째 리버풀 리그 경기 출전을 자축했다.
2008년 여름 이적 시장에서 리버풀이 알론소를 대체하여 잉글랜드 국가대표 개러스 배리의 영입에 시도해 그가 머지사이드에서 떠날 것이라는 소문이 돌았다. 2008-09 시즌을 앞두고, 알론소는 배리가 이적하지도 못했는데, 이적을 감행했다는 사실만으로 스페인인은 리버풀에 정착하지 못한다고 느꼈고, 리버풀에서의 입지가 불안하다고 생각했다. 그러나, 구단의 지지자들은 그의 구단에 대한 감정을 돌려 놓기 위해 노력했는데, 그를 경기장 안과 밖에서 지지했고, 알론소는 다음과 같이 응수했다:
"[지지자들은] 내 감정에 대해 이보다 더 좋은 일을 해 줄 수가 없었습니다... 제가 점심을 먹거나 커피를 마시러 나갔을 때, 가까이 접근해 '당신이 여기 머물기 바랍니다'라고 말할 누군가가 항상 있습니다. 저는 그 점이 만족스럽고, 제가 [이적에 대해] 문의한 적 없기에 아무것 도 관련이 없습니다."
여름의 일련의 사건에도 불구하고, 알론소는 시즌 초를 자신감 있게 보냈고, 동료들과 언론은 그의 성격에 대한 강점을 칭찬했는데, 그의 영향력이 선수단의 시즌 초 성적에 좋게 작용했다고 명시했다. 알론소의 영향력은 첼시와의 경기에서 굴절로 한 골로 1-0 결승골을 기록해 리버풀이 스탬퍼드 브리지에서의 4년 만의 첫 승리를 거두게 하며 더 발휘되었다. 통계 분석은 알론소의 좋은 기량을 반영했다: 12월 11일, 옵타 스포츠의 통계에 따르면 그가 한 시즌에 공을 성공적으로 1,000번 넘긴 첫 프리미어리그 선수가 되었다고 밝혔다. 그의 리버풀 마지막 골은 3-1로 이긴 헐 시티와의 4월 25일 원정 경기에서 기록되었는데, 그는 프리킥을 차 상대가 쌓은 벽에 굴절시켜 넣었다.

### 레알 마드리드

#### 2009–10 시즌

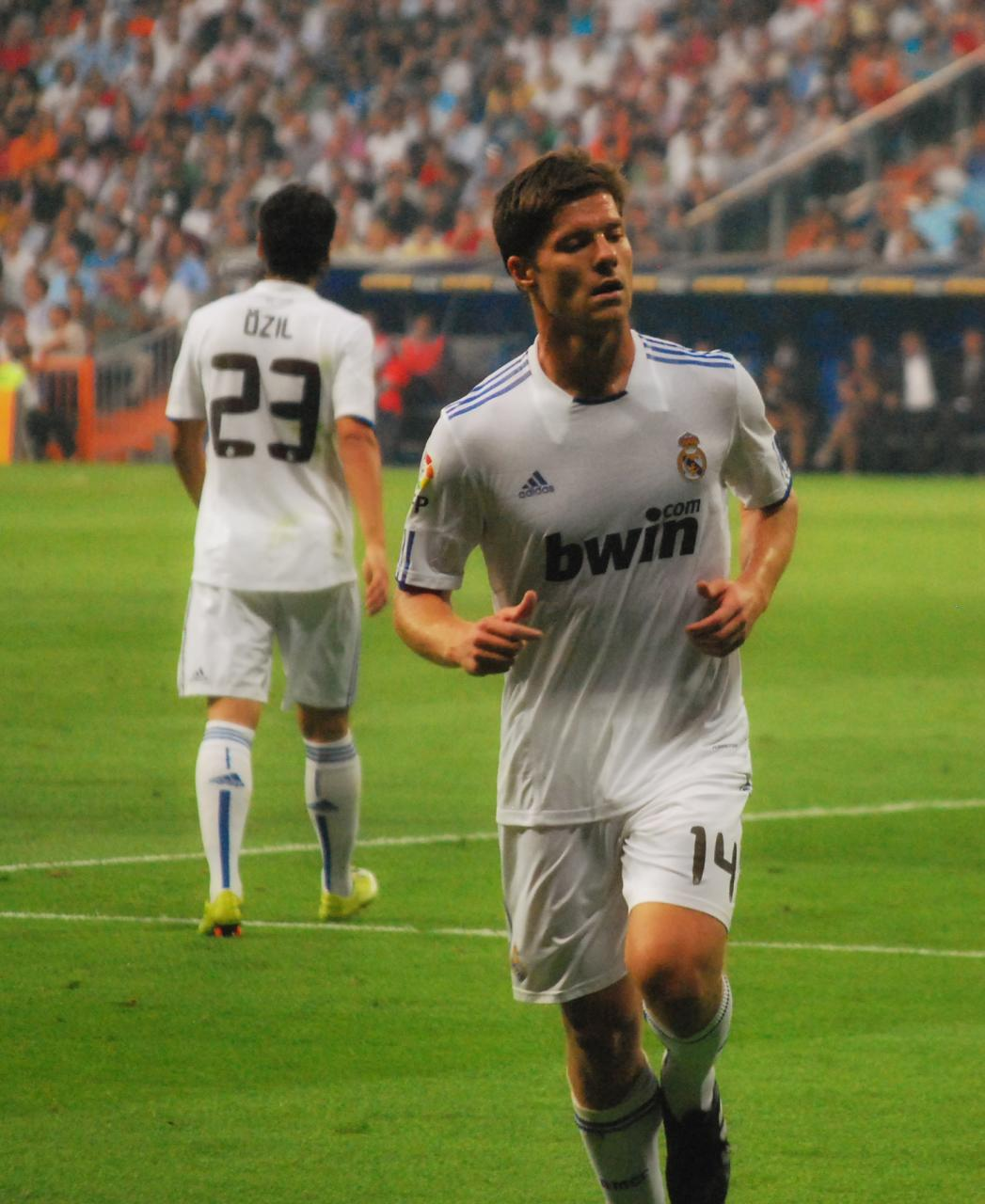
2010년 9월, 레알 마드리드의 알론소

2009년 8월 5일, 알론소는 £30M에 레알 마드리드로 이적했다. 그의 주장에 따르면, 2012년까지 계약이 유효함에 따라 안필드를 떠나고 싶지 않았지만, 베니테스와의 의견차로 떠났다고 밝혔다. 전 동료인 스티븐 제라드는 알론소의 결정에 "낙심했다"고 말했고, 그가 떠난 것이 리버풀이 그 다음 시즌 초에 부진을 겪는 이유라고 덧붙였다.
알론소는 마드리드에서 등번호 22번을 받고 수비형 미드필더에 배치되었다. 2010년 2월 21일, 6-2로 이긴 비야레알전에서 마드리드에서의 첫 골을 기록했다. 그는 부상이나 징계로 빠질 때를 제외하고는 마누엘 페예그리니 감독에 의해 레알 마드리드 첫 시즌의 모든 UEFA 챔피언스리그와 라 리가의 경기에 출전했다. 라 리가에서 구단은 역대 최다인 96 승점을 기록했지만 바르셀로나와 승점 3점 차로 준우승을 거두었다. 그는 소속 구단의 최다 승점 기록을 현역으로 활동해서만 세 번째로 (2002-03 시즌에 레알 소시에다드 최다 승점 기록을 세웠고, 2008-09 시즌에는 리버풀의 최다 승점 기록을 세웠다.) 경신했지만, 모두 준우승으로 시즌을 끝냈다. 레알 마드리드의 첫 시즌 동안, 알론소는 3골을 기록했으며, 선수단 내에 "가장 꾸준한" 선수들 중 한명으로 고려되었다. 《마르카지》의 독자들은 라 리가의 시즌의 팀에 수비형 미드필더로 그를 배치시켰다. 그는 크리스티아누 호날두와 함께 여기에 배치된 유일한 레알 마드리드 선수였다. 알론소는 ESPN 사커넷에서도 비슷한 평가를 받았다. 그는 스페인 프로축구협회가 주관하는 LFP 시상식의 후보로도 지목되었다. 알론소는 샤비와 하비 마르티네스와 함께 최우수 미드필더 후보로 지목되었다. 소수 레알 마드리드 지지자들을 몇몇 스페인 언론인들은 시즌 도중 알론소에게 새 별칭을 붙였다: 빨간 수염 (La Barba Roja)

#### 2010–11 시즌
그는 레알 마드리드에서의 두 번째 시즌을 주제 모리뉴 신임 감독의 부임으로 시작했다. 그는 부주장 구티가 떠나면서 공석이 된 등번호 14번을 받았다. 그는 시즌 내내 득점을 올리지 못했으나, 중요한 역할을 맡았다. 그는 레알 마드리드가 우승할 것이란 확신을 가졌지만 코파 델 레이 우승에 만족해야 했다.

#### 2011–12 시즌
알론소는 3번째 시즌을 바르셀로나와의 수페르코파 데 에스파냐 2011 1차전에서 마드리드의 추가골을 득점하는 것으로 시작했고, 산티아고 베르나베우에서 벌어진 이 경기는 2-2 무승부로 끝났다. 2011년 9월 21일, 그는 0-0으로 비긴 라싱 산탄데르전에서 레알 마드리드 100번째 공식 경기를 치렀다. 알론소는 붙박이 주전으로 계속 기용되었고, 결국 시즌을 자신의 현역 첫 리그 우승으로 끝냈다.

#### 2013–14 시즌

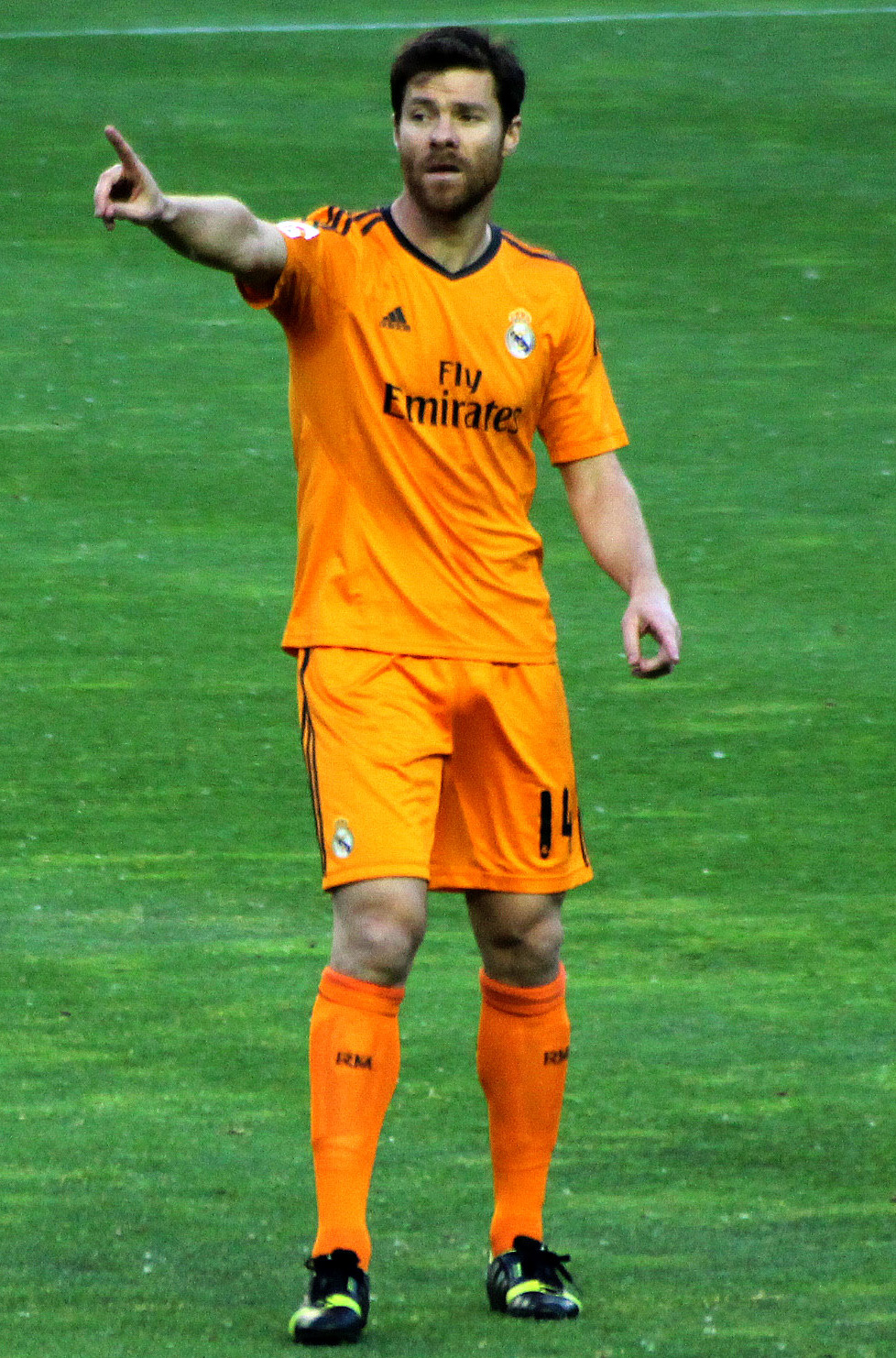
2014년, 레알 마드리드의 알론소

2014년 1월 8일, 알론소는 레알 마드리드와 2016년까지 유효한 연장 계약을 체결했다.
2014년 4월 29일, 레알 마드리드는 바이에른 뮌헨과의 UEFA 챔피언스리그 준결승 2차전에서 4-0으로 이겨, 합계 5-0으로 2014 UEFA 챔피언스리그 결승전 진출에 성공했다. 알론소는 전반전에 바스티안 슈바인슈타이거의 다리를 걸어 경고를 받았다. 그는 이전에 두 차례 경고를 받았기에 결승전에 결장했다. 그는 레알 마드리드가 아틀레티코 마드리드를 연장전 끝에 4-1로 이기면서 자신의 두 번째 UEFA 챔피언스리그 우승을 거두었다.

### 바이에른 뮌헨

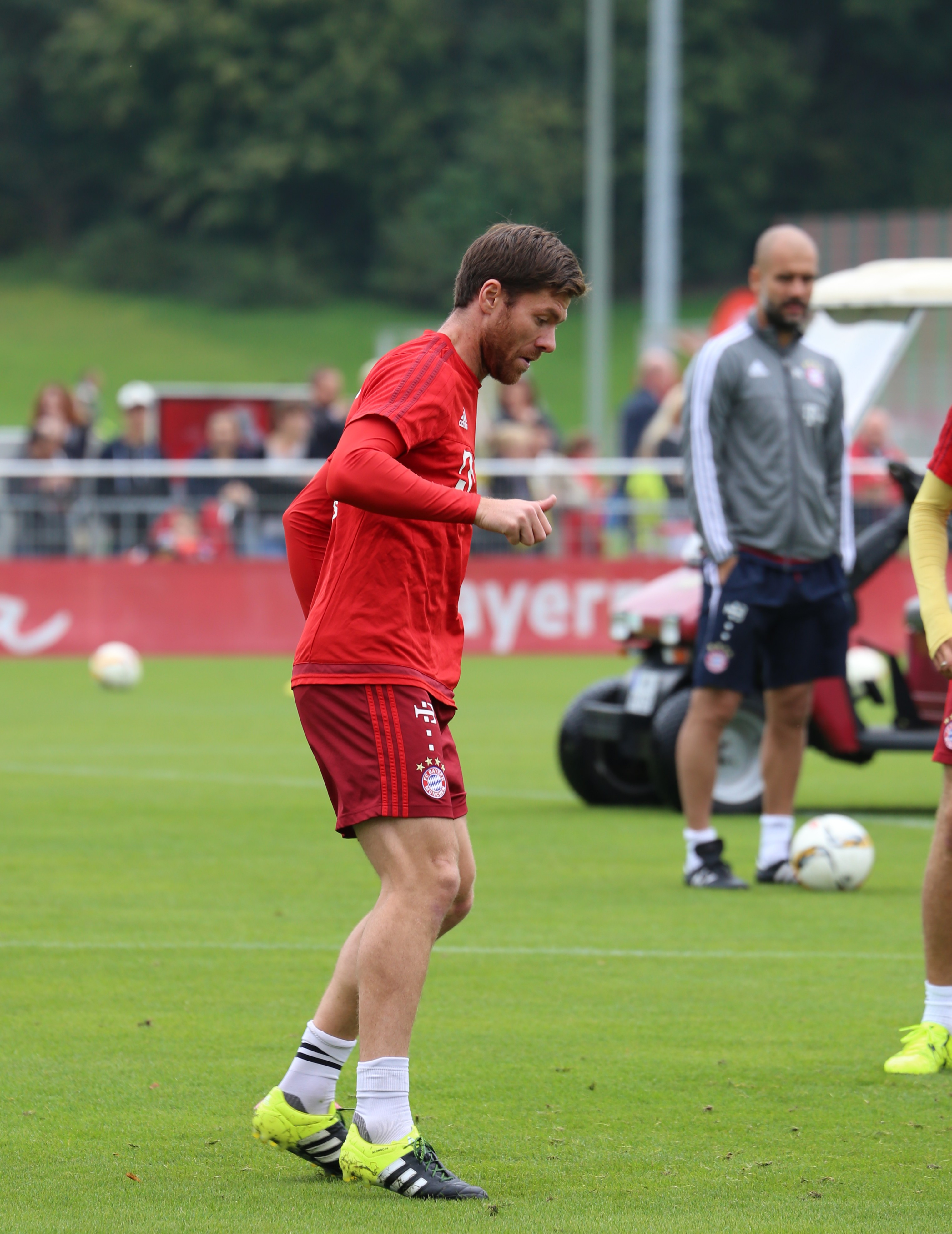
2015년, 바이에른 뮌헨 소속으로 훈련 중인 알론소

2014년 8월 29일, 알론소는 바이에른 뮌헨과 비공개 이적료에 2년 계약을 체결했다. 그는 그 다음 날, 1-1로 비긴 샬케 04와의 경기에서 선발로 출전해 첫 경기를 치렀다. 2014년 9월 27일, 쾰른과의 경기에서 알론소는 196번 공을 넘겨 분데스리가 단일 경기 최다 패스 횟수를 기록했다. 2014년 10월 18일, 6-0으로 이긴 베르더 브레멘전에서 프리킥으로 독일 무대 첫 골을 기록했다.
2015년 2월 17일, 알론소는 샤흐타르 도네츠크와의 경기에서 100번째 UEFA 챔피언스리그 경기를 치렀지만, 경고 누적으로 퇴장당했다. 알론소는 샤흐타르 도네츠크와의 2차전에 빠졌지만, 바이에른은 7-0 대승을 거두었다. 알론소는 포르투와의 UEFA 챔피언스리그 8강전에서 프리킥으로 4호골을 기록했다. 바이에른 뮌헨은 6-1 승리로, 합계 7-4로 앞서 4시즌 연속 대회 준결승전에 진출했다.
2015년 4월 28일 알론소는 도르트문트와의 DFB-포칼 준결승전에서 승부차기에서 0-2로 패할 당시 실축한 4명의 바이에른 선수들 중 하나이자 FIFA 월드컵 우승 경험 선수였다. 그는 볼프스부르크와의 DFL-슈퍼컵 2015에서 승부차기 끝에 패할 당시 실축한 유일한 선수였고, 그가 찬 공은 쿤 카스테일스 골키퍼에 막혔다.
2015년 12월 18일, 알론소는 2017년까지 유효한 바이에른 뮌헨의 계약서에 서명했다.

## 국가대표팀 경력

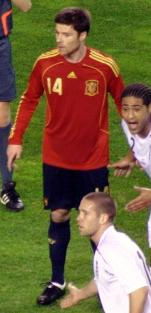
2009년, 잉글랜드를 상대하는 알론소

### UEFA 유로 2004
알론소는 스페인을 대표로 참가해 러시아를 상대로 1-0으로 이긴 경기에서 교체로 뛰었고, 포르투갈과의 경기에서는 90분을 소화했다. 그러나, 스페인은 조별 리그를 넘지 못했다.

### 2006년 FIFA 월드컵
알론소는 2006년 FIFA 월드컵에 참가할 스페인 선수단 명단에 이름을 올렸고, 그는 2006년 6월 14일, 우크라이나와의 경기에서 스페인의 대회 첫 골이자 자신의 국제경기 첫 골을 기록했다. 스페인은 조별 리그에서 3경기를 모두 이기는 선전을 펼쳤지만, 나중에 준우승을 차지한 프랑스와의 16강전에서 탈락해 알론소는 국제대회에서 큰 성과를 거두지 못했다.

### UEFA 유로 2008
리버풀의 2007-08 시즌은 빈손으로 끝났지만, 알론소는 UEFA 유로 2008에서 우승할 기회를 잡았다. 알론소는 대회에서 주로 후보로 출전했지만, 주축 선수들이 휴식을 취한 그리스와의 조별 리그 최종전에서 스페인의 주장을 맡아 최우수 선수로서의 활약을 선보였다. 인상적인 활약을 펼치고도, 그가 주전으로 출전할 수 없다는 점은, 스페인의 선수층이 두껍다는 점을 강조했다. 그는 6번의 스페인 경기 중 4번의 경기에 출전해 우승에 일조했다. 스페인의 기옘 발라게 기자에 따르면, 스페인의 우승은 당연했으며, 선수들의 협동심은 대회를 무패로 우승하는데 일조했다고 주장했다. 바스크인은 이 업적에 흥분했는데 "지금 우리는 그 한 순간을 보고 있습니다. 놀라운 일이고 우리는 꿈 속을 걸어다니고 있습니다. 굉장합니다"라고 말했다. 알론소는 국제무대에서의 상승세를 이어나갔는데, 덴마크와의 8월 친선전에서 2골을 기록해 3-0 승리를 견인했다.

### 2009년 FIFA 컨페더레이션스컵
스페인은 2009년 FIFA 컨페더레이션스컵에서 미국에게 충격패를 당해 결승 진출이 좌절된 후, 알론소의 스페인은 남아프리카 공화국과 3위 결정전에 붙었다. 90분의 정규 시간 끝에 경기는 2-2 동률을 이루면서 경기는 연장전으로 이어졌고, 알론소는 골문 아래쪽 구석으로 프리킥을 넣어 스페인의 3위에 일조했다.

### 2010년 FIFA 월드컵
알론소는 2010년 FIFA 월드컵에서 스페인의 모든 경기에 선발로 출전했고, 세르지오 부스케츠와 샤비와 함께 중원을 맡아 조국의 사상 첫 FIFA 월드컵 우승을 도왔다. 네덜란드와의 결승전 28분, 그는 네덜란드의 미드필더 나이젤 더 용한테 "쿵후식" 발차기를 가슴 한가운데에 당했지만, 즉시 퇴장감인 반칙이었는데도 하워드 웹 주심은 경고를 주는데 그쳤기에 논란을 야기했다. 이는 알론소에게 고통과 갈비뼈 골절에 대한 우려를 야기했다. 이 통증에도 불구하고, 그는 한 시간 더 출전했다.

### UEFA 유로 2012

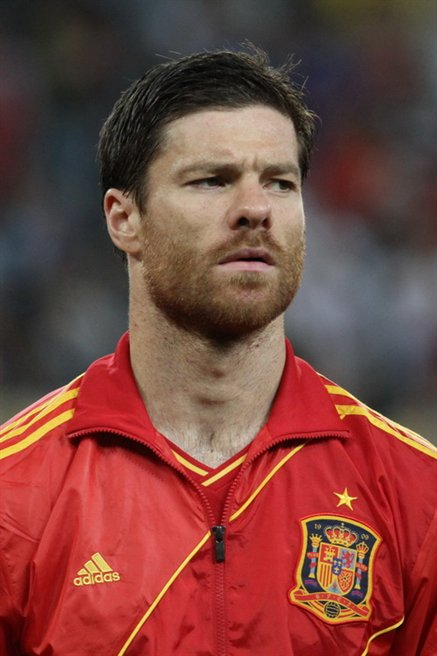
UEFA 유로 2012의 프랑스전을 앞둔 알론소

2012년 6월 23일, 알론소는 프랑스와의 8강전에서 2골을 기록해 2-0 승리를 견인해 스페인 국가대표팀 100경기 출전을 자축했다. 첫 골은 조르디 알바가 좌측에서 건낸 크로스를 머리로 깔끔하게 마무리했고, 두 번째 골은 페드로가 막판에 앙토니 레베이에르에게 걸려 넘어져 얻은 페널티킥을 성공시킨 것이었다. 알론소는 포르투갈과의 준결승전 승부차기에서 후이 파트리시우에게 막혔지만, 스페인은 연장전 끝에 0-0으로 비긴 후 4-2로 이겼다. 알론소와 스페인은 결승전에서 잔루이지 부폰의 이탈리아를 4-0으로 완파했다. 이는 알론소의 스페인 국가대표로 달성한 3번째 주요 대회 우승이었다.

### 2014년 FIFA 월드컵
스페인은 2014년 FIFA 월드컵의 우승 후보로 참가했지만, 1라운드에 조기 탈락하는 실망스러운 성적을 거두었다. 알론소는 네덜란드와의 첫 경기에서 27분에 페널티킥을 성공시켰지만, 1-2로 역전당한 62분에 교체로 나갔다. 경기는 네덜란드에 1-5 대패를 당하는 것으로 끝났다. 스페인은 이어지는 칠레와의 경기에서도 0-2 완패를 당했다. 이 경기에서, 알론소는 전반에 경고를 받고 0-2로 이미 밀리는 가운데 교체로 나갔다. 스페인은 대회에서 탈락했지만, 오스트레일리아와의 최종전에서 3-0으로 이기고 조 3위로 대회를 끝냈다. 알론소는 이 경기를 83분 뛰었다.
2014년 8월 27일, 알론소는 국가대표팀 은퇴를 선언했다.

### 바스크
알론소는 2001년 12월 29일, 가나와의 친선경기에서 바스크 대표팀 데뷔전을 치렀고, 이후로도 정기적으로 차출되었으나, 구단의 바쁜 일정으로, 늘 출전하지는 못했다. 알론소가 가장 최근에 출전한 바스크 경기는 2012년 12월 29일, 6-1로 이긴 볼리비아와의 경기였다.

## 플레이스타일
꾸준하면서도, 다재다능한 미드필더로, 알론소는 그의 세대 최고의 선수들 중 하나로 꼽히고 있으며, 창조성과 수비에서 효율을 발휘한다. 출중한 기술력, 넓은 시야, 그리고 다양한 패스 거리를 지닌 그는 중앙의 후방 플레이메이커 역할을 맡는데, 롱볼로 정확히 공을 보내거나 동료의 득점 기회를 만들어 줄 수 있고, 그는 멀리서 강한 슛을 날릴 수 있으며, 프리킥으로 공을 효율적으로 전달할 수 있다. 신장, 위치 선정, 그리고 신체적 특성으로, 샤비 알론소는 공중 경합에도 뛰어나며, 간혹 프리킥 상황에서 좀 더 앞쪽으로 전진해 머리로 골을 넣기도 한다. 창조적인 능력 외에도, 그는 강인함과 힘을 기반으로 수비형 미드필더로도 수행 가능하며, 인내력, 전술적 지능, 거친 태클과 경기 흐름을 읽을 수 있는 능력을 발휘한다. 그러나, 그는 동시에 거친 반칙을 변하는 것과, 평정심을 잃고 불필요하게 거친 반칙으로 경고를 받는 것으로 비난의 대상이 되기도 했다.

## 사생활
알론소는 리버풀의 전 동료들에 의해 조용하고 우호적인 인물로 고려되었다. 그는 나고레 아란부루를 배우자로 맞이해 혼추, 아네, 그리고 엠마 세 자녀를 두고 있다. 알론소는 아내의 출신 당시 머지사이드에 머물렀고 "인테르나치오날레와의 경기를 결장하게 되어 실망스러웠지만, 이런 시기에는 가족과 함께 해야 합니다."라고 말했다. 그가 UEFA 챔피언스리그 경기를 앞두고 가족과 머문 것은 라파엘 베니테스 전 감독과 큰 마찰을 빚게 했다. 2010년 3월 30일, 두 부부는 둘째 딸 아네 알론소 아란부루를 출산했다. 2013년 12월 2일에는 셋째 딸 엠마 알론소 아란부루가 출생했다.
알론소와 전 아스널 선수인 미켈 아르테타는 유년 시절에 산세바스티안의 같은 동네에 살았고, 리버풀에서도 이웃해 살았다. 알론소는 리버풀에 살게 된 것이 행복하다며 아르테타의 에버턴 이적을 설득했다. 알론소는 전 레알 소시에다드 동료인 후안 우가르테가 2004년에 웨일스의 렉섬에 입단하도록 설득하기도 했다.
그의 형 미켈 알론소는 스페인의 레알 우니온 소속이다. 그는 2007-08 시즌에 볼턴 원더러스에 임대로 활약했고, 영구 이적할 권한도 얻었었다. 그러나 구단은 임대 연장을 하지 않기로 결정해 샤비 알론소의 친정 구단인 스페인의 레알 소시에다드로 복귀했다. 알론소는 축구 활동에 참가하는 형제가 한명 더 있는데, 그는 심판으로 활동하는 혼이다.
알론소는 게일릭 풋볼의 미스 지지자이기도 하다. 그의 이 아일랜드 종목에 대한 관심은 그가 15세 때, 미스 주 켈스로 가족이 영어를 배우러 갔을 때로 거슬러 올라갔는데, 그는 자투리 시간에 게일릭 풋볼을 하기도 했다.
레알 마드리드에서 활약하는 중에도, 알론소는 자신을 리버풀 지지자를 자칭했고, 시간이 될 경우 안필드에서 경기를 관전하기도 했다. 그는 2011년 타임스지의 온라인 인터뷰에서, "저는 여전히 리버풀 지지자이며, 영원히, 절대적으로 추종할 것입니다"라고 말했고, 자신의 아들은 붉은 군단의 지지자로 키울 것이라 덧붙였다.
2014년 10월 기준으로, 알론소는 트위터 추종자가 823만명이 붙었는데, 그는 10번째로 많은 추종자를 거느린 스포츠인이자, 8번째 규모의 축구인이었다.

## 정치
2009년, 샤비 알론소는 파운드 스털링의 가치를 내리고 세금을 50포인트 올린 고든 브라운 전 영국 총리가 잉글랜드 축구계를 약화시키고 정상급 선수들이 영국에 오지 않을 것이라 비난했다.

## 경력 통계

### 클럽
2017년 5월 20일 기준
| 클럽            | 시즌      | 리그 | 리그 | 컵   | 컵 | 리그 컵 | 리그 컵 | 유럽 | 유럽 | 기타1 | 기타1 | 합계 | 합계 |
| 클럽            | 시즌      | 출장 | 골   | 출장 | 골 | 출장    | 골      | 출장 | 골   | 출장  | 골    | 출장 | 골   |
| --------------- | --------- | ---- | ---- | ---- | -- | ------- | ------- | ---- | ---- | ----- | ----- | ---- | ---- |
| 레알 소시에다드 | 1999–2000 | 0    | 0    | 1    | 0  | –       | –       | 0    | 0    | –     | –     | 1    | 0    |
| 레알 소시에다드 | 합계      | 0    | 0    | 1    | 0  | –       | –       | 0    | 0    | –     | –     | 1    | 0    |
| 에이바르        | 2000–01   | 14   | 0    | 0    | 0  | –       | –       | 0    | 0    | –     | –     | 14   | 0    |
| 에이바르        | 합계      | 14   | 0    | 0    | 0  | –       | –       | 0    | 0    | –     | –     | 14   | 0    |
| 레알 소시에다드 | 2000–01   | 18   | 0    | 0    | 0  | –       | –       | 0    | 0    | –     | –     | 18   | 0    |
| 레알 소시에다드 | 2001–02   | 29   | 3    | 0    | 0  | –       | –       | 0    | 0    | –     | –     | 29   | 3    |
| 레알 소시에다드 | 2002–03   | 33   | 3    | 1    | 0  | –       | –       | 0    | 0    | –     | –     | 34   | 3    |
| 레알 소시에다드 | 2003–04   | 34   | 3    | 0    | 0  | –       | –       | 8    | 1    | –     | –     | 42   | 4    |
| 레알 소시에다드 | 합계      | 114  | 9    | 1    | 0  | –       | –       | 8    | 1    | –     | –     | 123  | 10   |
| 리버풀          | 2004–05   | 24   | 2    | 0    | 0  | 0       | 0       | 8    | 1    | –     | –     | 32   | 3    |
| 리버풀          | 2005–06   | 35   | 3    | 5    | 2  | 0       | 0       | 10   | 0    | 3     | 0     | 53   | 5    |
| 리버풀          | 2006–07   | 32   | 4    | 1    | 0  | 2       | 0       | 15   | 0    | 1     | 0     | 51   | 4    |
| 리버풀          | 2007–08   | 19   | 2    | 3    | 0  | 1       | 0       | 4    | 0    | –     | –     | 27   | 2    |
| 리버풀          | 2008–09   | 33   | 4    | 3    | 0  | 1       | 0       | 10   | 1    | –     | –     | 47   | 5    |
| 리버풀          | 합계      | 143  | 15   | 12   | 2  | 4       | 0       | 47   | 2    | 4     | 0     | 210  | 19   |
| 레알 마드리드   | 2009–10   | 34   | 3    | 0    | 0  | –       | –       | 7    | 0    | –     | –     | 41   | 3    |
| 레알 마드리드   | 2010–11   | 34   | 0    | 7    | 1  | –       | –       | 11   | 0    | –     | –     | 52   | 1    |
| 레알 마드리드   | 2011–12   | 36   | 1    | 4    | 0  | –       | –       | 10   | 0    | 2     | 1     | 52   | 2    |
| 레알 마드리드   | 2012–13   | 28   | 0    | 7    | 0  | –       | –       | 10   | 0    | 2     | 0     | 47   | 0    |
| 레알 마드리드   | 2013–14   | 26   | 0    | 7    | 0  | –       | –       | 9    | 0    | 0     | 0     | 42   | 0    |
| 레알 마드리드   | 2014–15   | 0    | 0    | 0    | 0  | –       | –       | 0    | 0    | 2     | 0     | 2    | 0    |
| 레알 마드리드   | 합계      | 158  | 4    | 25   | 1  | –       | –       | 47   | 0    | 6     | 1     | 236  | 6    |
| 바이에른 뮌헨   | 2014–15   | 26   | 2    | 4    | 0  | –       | –       | 10   | 2    | 0     | 0     | 40   | 4    |
| 바이에른 뮌헨   | 2015–16   | 26   | 0    | 4    | 1  | –       | –       | 8    | 1    | 1     | 0     | 39   | 2    |
| 바이에른 뮌헨   | 2016–17   | 27   | 3    | 3    | 0  | –       | –       | 7    | 0    | 1     | 0     | 38   | 3    |
| 바이에른 뮌헨   | 합계      | 79   | 5    | 11   | 1  | –       | –       | 25   | 3    | 2     | 0     | 117  | 9    |
| 경력 합계       | 경력 합계 | 508  | 33   | 50   | 4  | 4       | 0       | 128  | 6    | 11    | 1     | 701  | 44   |

1 UEFA 슈퍼컵, FIFA 클럽 월드컵, FA 커뮤니티 실드, 수페르코파 데 에스파냐, 및 DFL-슈퍼컵 경기 포함

### 국가대표팀

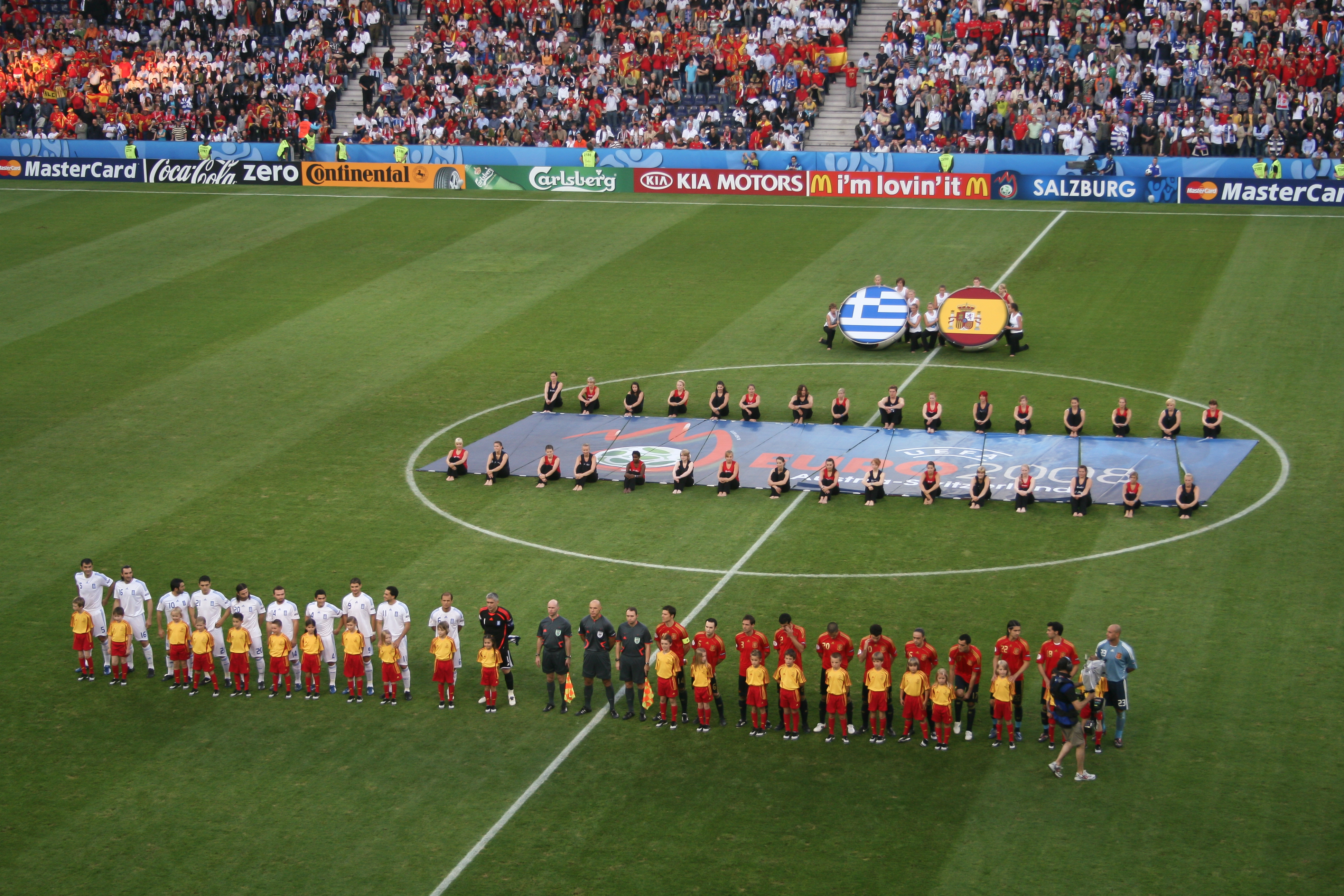
잘츠부르크에서 열린 UEFA 유로 2008 당시 선발에 이름을 올린 알론소

| 국가   | 시즌 | 출장 | 득점 |
| ------ | ---- | ---- | ---- |
| 스페인 | 2003 | 5    | 0    |
| 스페인 | 2004 | 11   | 0    |
| 스페인 | 2005 | 6    | 0    |
| 스페인 | 2006 | 11   | 1    |
| 스페인 | 2007 | 6    | 0    |
| 스페인 | 2008 | 14   | 2    |
| 스페인 | 2009 | 12   | 4    |
| 스페인 | 2010 | 16   | 4    |
| 스페인 | 2011 | 11   | 1    |
| 스페인 | 2012 | 14   | 3    |
| 스페인 | 2013 | 3    | 0    |
| 스페인 | 2014 | 5    | 1    |
| 합계   | 합계 | 112  | 16   |

### 국가대표팀 득점 기록
아래의 점수에서 왼쪽의 점수가 스페인의 점수이다.
| #  | 날짜             | 경기장                                                   | 상대              | 점수 | 최종결과 | 대회                         |
| -- | ---------------- | -------------------------------------------------------- | ----------------- | ---- | -------- | ---------------------------- |
| 1  | 2006년 6월 14일  | 첸트랄슈타디온, 라이프치히, 독일                         | 우크라이나        | 1–0  | 4–0      | 2006년 FIFA 월드컵           |
| 2  | 2008년 8월 20일  | 파르켄, 쾨벤하운, 덴마크                                 | 덴마크            | 1–0  | 3–0      | 친선경기                     |
| 3  | 2008년 8월 20일  | 파르켄, 쾨벤하운, 덴마크                                 | 덴마크            | 3–0  | 3–0      | 친선경기                     |
| 4  | 2009년 4월 1일   | 알리 사미 옌, 이스탄불, 터키                             | 튀르키예          | 1–1  | 2–1      | 2010년 FIFA 월드컵 예선전    |
| 5  | 2009년 6월 28일  | 로열 바포켕, 루스텐버그, 남아프리카 공화국               | 남아프리카 공화국 | 3–2  | 3–2      | 2009년 FIFA 컨페더레이션스컵 |
| 6  | 2009년 11월 14일 | 비센테 칼데론, 마드리드, 스페인                          | 아르헨티나        | 1–0  | 2–1      | 친선경기                     |
| 7  | 2009년 11월 14일 | 비센테 칼데론, 마드리드, 스페인                          | 아르헨티나        | 2–1  | 2–1      | 친선경기                     |
| 8  | 2010년 5월 29일  | 티볼리 노이, 인스부르크, 오스트리아                      | 사우디아라비아    | 2–1  | 3–2      | 친선경기                     |
| 9  | 2010년 6월 8일   | 누에바 콘도미나, 무르시아, 스페인                        | 폴란드            | 3–0  | 6–0      | 친선경기                     |
| 10 | 2011년 6월 7일   | 호세 안토니오 안소아테기, 푸에르토 라 크루스, 베네수엘라 | 베네수엘라        | 3–0  | 3–0      | 친선경기                     |
| 11 | 2011년 8월 10일  | 스타디오 산 니콜라, 바리, 이탈리아                       | 이탈리아          | 1–1  | 1–2      | 친선경기                     |
| 12 | 2011년 10월 7일  | 제네랄리 아레나, 프라하, 체코                            | 체코              | 2–0  | 2–0      | UEFA 유로 2012 예선전        |
| 13 | 2012년 5월 30일  | 스타드 드 스위스, 베른, 스위스                           | 대한민국          | 2–1  | 4–1      | 친선경기                     |
| 14 | 2012년 6월 23일  | 돈바스 아레나, 도네츠크, 우크라이나                      | 프랑스            | 1–0  | 2–0      | UEFA 유로 2012               |
| 15 | 2012년 6월 23일  | 돈바스 아레나, 도네츠크, 우크라이나                      | 프랑스            | 2–0  | 2–0      | UEFA 유로 2012               |
| 16 | 2014년 6월 13일  | 아레나 폰치 노바, 사우바도르, 브라질                     | 네덜란드          | 1–0  | 1–5      | 2014년 FIFA 월드컵           |

## 수상

### 선수

#### 리버풀[140]
- FA컵: 2005–06[141]
- FA 커뮤니티 실드: 2006[142]
- UEFA 챔피언스리그: 2004–05[143]
- UEFA 슈퍼컵: 2005[144]

#### 레알 마드리드[140]
- 라리가: 2011–12
- 코파 델 레이: 2010–11, 2013–14
- 수페르코파 데 에스파냐: 2012
- UEFA 챔피언스리그: 2013–14

#### 바이에른 뮌헨[140]
- 푸스발-분데스리가: 2014–15, 2015–16, 2016-17
- DFB-포칼: 2015–16
- DFL-슈퍼컵: 2016

#### 스페인[140]
- UEFA 유럽 축구 선수권 대회 : 2008, 2012
- FIFA 월드컵 : 2010

### 감독

#### 바이어 04 레버쿠젠
- 분데스리가 : 2023-24
- DFB-포칼: 2023–24
- DFL 슈퍼컵 : 2024
- UEFA 유로파리그 준우승 : 2023-24

### 개인
- 스페인 올해의 축구 선수 : 2003
- 프리미어리그 이 달의 득점 : 2004년 11월
- FIFA FIFPro 월드 XI: 2011, 2012
- 라리가 최우수 미드필더 : 2011-12
- UEFA 유럽 축구 선수권 대회의 팀 : 2012
- UEFA 챔피언스리그 시즌의 팀 : 2013–14
- 분데스리가 올해의 팀 : 2014-15
- 왕립 체육 훈장 금상: 2011[145]
- BBC 이 달의 골 : 2004년 11월
- VDV 올해의 감독 : 2023-24
- 독일 올해의 감독 : 2024
- 글로브사커 어워드 올해의 감독 : 2024

## 같이 보기
- A매치 100경기 이상 출전한 축구 선수 명단